# Johannes Klevinghaus
Johannes Klevinghaus (* 7. Dezember 1911 in Schwelm; † 16. September 1970 auf der Fahrt vom Wittekindshof nach Bielefeld) war ein deutscher lutherischer Pfarrer.

## Leben
Klevinghaus wurde am 7. Dezember 1911 als zweites von sechs Kindern des Kaufmanns Wilhelm Klevinghaus und seiner Frau Maria Klevinghaus (geb. Rentrop) in Schwelm geboren. Von 1934 bis 1936 war sein Vater unter anderen zusammen mit Wilhelm Niemöller in der Landeskirche von Westfalen tätig. Sein jüngerer Bruder Paul Klevinghaus, verheiratet mit der Autorin Wilma Klevinghaus (1924–2023), war Anstaltspfarrer in der Kaiserswerther Diakonie.
In Schwelm besuchte Klevinghaus bis 1930 das Realgymnasium, bevor er mit dem Studium der Theologie in Bethel, Bonn, Tübingen und Münster begann. In Tübingen engagierte er sich innerhalb der jugendbewegten und theologisch geprägten Hochschulgilde Rüdiger von Bechelaren. 1934 legte er in Dortmund vor der Westfälischen Bekenntnissynode die erste theologische Prüfung ab. In den folgenden Jahren war er als Assistent der Theologischen Schule in Bethel und als Vikar in Münster tätig. Nachdem Klevinghaus 1937 in Bethel sein zweites theologisches Examen bestanden hatte, folgten im gleichen Jahr seine Ernennung zum Studieninspektor des Predigerseminars in Bielefeld, seine Ordination und seine Heirat mit Martha Brünger. Nachdem das Bielefelder Predigerseminar seitens der Behörden aufgelöst worden war, wurde Klevinghaus von der Bekennenden Kirche als Hilfsprediger nach Bielefeld-Schildesche entsandt, wo er über anderthalb Jahre eine treibende Kraft der Bekennenden Kirche war. So heißt es in einem Brief aus dem Jahr 1939 an den deutsch-christlichen Oberkirchenrat Friedrich Buschtöns:

„Hilfsprediger Klevinghaus, dessen 1. Prüfung nun anerkannt ist, amtiert bis zur Stunde noch in der bisherigen Weise in Schildesche. Er betreut selbstständig einen Pfarrbezirk, vollzieht sämtliche Amtshandlungen, ja man kann sagen, daß er nach wie vor der spiritus rector in der Bekenntniskirche unserer Gegend ist und auch starken Einfluß auf die hiesigen Pfarrer […] hat. […] Auf Klevinghaus’ Tätigkeit in erster Linie ist von jeher die Gegnerschaft und das unüberwindbare Mißtrauen gegen mich persönlich und die D.C. im allgemeinen zurückzuführen.“

Ab 1941 diente er wie viele Anhänger der Bekennenden Kirche als Wehrmachtspfarrer. 1944 wurde ihm die Leitung des Wittekindshofes übertragen, welche er ein Jahr später antreten konnte. Diese Position wurde vorher von seinem Schwiegervater Theodor Brünger besetzt. Die Anstaltsleitung übte er 25 Jahre aus. Daneben verfasste er eine Dissertation über die Apostolischen Väter, 1947 wurde er von der Universität Münster zum Dr. theol. promoviert.
1956 wurde Klevinghaus als nebenamtliches Mitglied in die Kirchenleitung der Westfälischen Landeskirche aufgenommen. Am 16. September 1970 verstarb Klevinghaus auf der Fahrt zu einer Sitzung der westfälischen Kirchenleitung vom Wittekindshof nach Bielefeld infolge eines Verkehrsunfalls. Zu Ehren von Klevinghaus wurde eine Straße am Wittekindshof in Dr.-Klevinghaus-Straße umbenannt.

## Publikationen
- Die theologische Stellung der Apostolischen Väter zur alttestamentlichen Offenbarung Bertelsmann, Gütersloh 1948 archive.org
- 70 Jahre Wittekindshof. Ein Bericht an die Gemeinden der Evangelischen Kirche von Westfalen und an alle Freunde und Wohltäter der Anstalt Wittekindshof, Bad Oeynhausen 1957, OCLC 1186107378.
- Hilfen zum Leben. Zur Geschichte der Sorge für Behinderte. Bechauf, Bielefeld 1972, ISBN 3-8076-0001-9.